# Северная вахта
«Северная вахта» — общественно-политическая газета, выходящая в городе Ноябрьске. Издаётся с 1 января 1983 года. Является одним из крупнейших печатных СМИ государственного сектора в Ямало-Ненецком автономном округе.

## Общая характеристика
- День выхода — пятница
- Формат издания — A3.
- Цветность — ЧБ, полноцвет - 4 полосы.
- Тираж — в разное время от 1,5 [5] до 8—10[1][3][6] тыс. экз[4].

## Контент
Экономика, политика, ЖКХ, городское хозяйство, социальная сфера, культура, образование, спорт и предпринимательская деятельность в рамках города и региона.

## История
В 1995 году при газете «Северная вахта» был создан первый в ЯНАО литературный журнал «Ноябрьск литературный». 26 мая 2000 года состоялась презентация первого номера журнала «Сибирские истоки», пришедшего на смену старому.
В настоящее время под эгидой издательства "Дом печати «Северная вахта» выходит еженедельное приложение к одноимённой газете, «Вестник администрации», а также газета «Транспорт Ноябрьска» и литературный журнал «Сибирские истоки».

## Награды и благодарности
- 2005 год — редакция газеты «Северная вахта» получила письменную благодарность от Фиделя Кастро за опубликованные годом ранее (и впоследствии отправленные правительству Кубы) материалы внештатного корреспондента газеты Юрия Митина об Эрнесто Че Геваре, с которым автор публикации был лично знаком[13].
- 2008 год — издание удостоено знака отличия «Золотой фонд прессы-2008»[14].
- 2009 год — Валентин Голенков, главный редактор газеты, стал лауреатом областного фестиваля «Тюменская пресса-2009» в номинации «Легенда Тюменской журналистики» и лауреатом окружного медиа-форума «Бал прессы-2009» в номинации «Редактор года»[15][16][17].
- 2009 год — журналист газеты Екатерина Котова заняла второе место в конкурсе «Патриот Отечества» медиа-форума «Бал прессы-2009»[16].